# Teatr im. Aleksandra Fredry w Gnieźnie

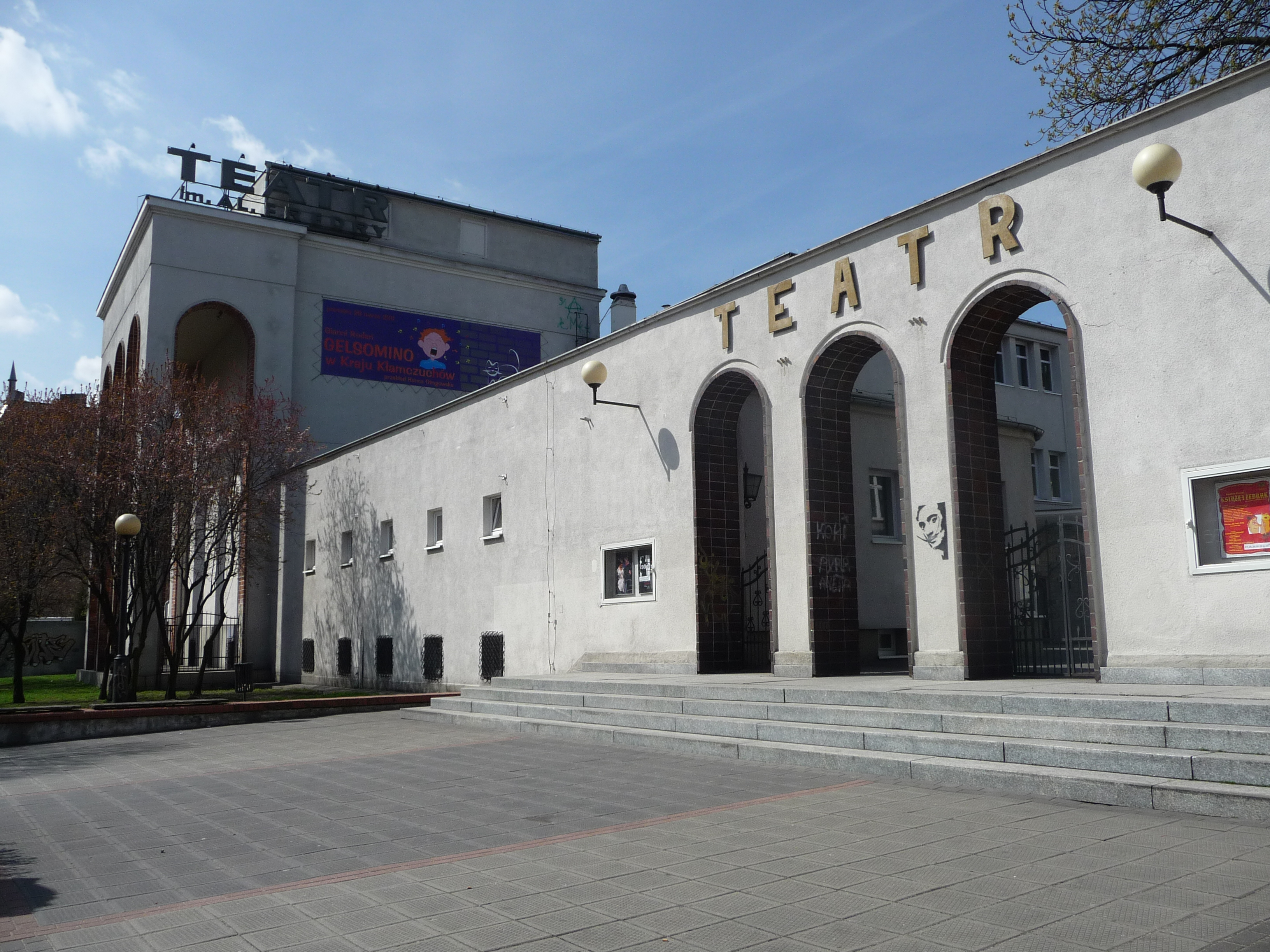
Budynek teatru

Teatr im. Aleksandra Fredry w Gnieźnie – założony 1 maja 1946 z inicjatywy Towarzystwa Przyjaciół Gniezna. Pierwsza wystawiona sztuka to Stary Kawaler w reżyserii Henryka Barwińskiego. Od 1955 jedyny profesjonalny teatr dramatyczny w kraju noszący imię Aleksandra Fredry. Posiadał scenę objazdową, wystawiał spektakle w całej Wielkopolsce i województwach sąsiednich w latach 1986–1990 z powodu przebudowy sceny. W repertuarze teatru dominują adaptacje dramatów Sofoklesa, W. Szekspira, Moliera, A. Fredry, A. Mickiewicza, J. Słowackiego, N. Gogola, S. Wyspiańskiego, W. Gombrowicza, S. Mrożka, T. Różewicza oraz baśni H. Ch. Andersena.

## Z teatrem współpracowali m.in.
- Daria Trafankowska
- Wojciech Skibiński (1976)
- Paweł Nowisz (1992)
- Wirgiliusz Gryń (1959–1962)
- Włodzimierz Matuszak (1973–1974)
- Tadeusz Drzewiecki
- Marzena Kipiel-Sztuka (1987–1989)